# Dom Kleista w Kamieniu Pomorskim
Dom Kleista, dawny dwór dziekana kapituły – barokowy dworek z XVIII wieku zlokalizowany przy Placu Katedralnym 4 w Kamieniu Pomorskim.

## Historia
Pierwotny dwór zbudowany został w XIV wieku jako kuria dziekana, dwukrotnie uległ zniszczeniu podczas pożarów miasta w latach 1582 oraz 1630. Obecny wygląd budynku pochodzi z XVIII wieku (1725 roku). W latach 1722–1747 mieszkał w dworku administrator kościelny na Pomorzu Zachodnim, Ewald Jürgen von Kleist. Von Kleist, pełniący funkcję dziekana kapituły Pomorskiego Kościoła Ewangelickiego, w wolnym czasie zajmował się badaniami z zakresu chemii i fizyki, szczególnie interesując się zjawiskami elektryczności. Pierwsza próba z kondensatorem elektrycznym, przeprowadzona przez von Kleista przy użyciu tzw. „butelki Kleista”, miała miejsce 11 października 1745 roku właśnie w tym miejscu. Podczas zamieszkiwania dworku przez von Kleista, dwa pokoje służyły jako bursa dla uczniów szkoły przykatedralnej.
W 1813 roku, w czasie wojen napoleońskich, budynek funkcjonował jako lazaret dla jeńców francuskich. Później mieszkał tu landrat, ówczesny starosta kamieński. Od 1840 do 1907 roku budynek służył seminarium, a w latach 1807-1945 był siedzibą urzędu i mieszkaniem burmistrza Hansa Hoffmana. W 1898 roku dworek został zakupiony przez skarb państwa, reprezentowany przez landrata Massowa. Do 1945 roku dworek był rezydencją burmistrzów Kamienia Pomorskiego.
Po II wojnie światowej budynek pełnił różne funkcje: mieściła się tutaj Komisja Likwidacyjna, Państwowy Urząd Repatriacyjny oraz zakład budowlany, a następnie były to mieszkania komunalne. Pod koniec lat 90. XX wieku miasto przekazało dworek parafii św. Ottona. W 1998 roku rozpoczęto remont dworku, który z powodu braku środków finansowych przez wiele lat zostawał nieukończony.
Dworek przeszedł gruntowną modernizację w roku 2021. Celem było przekształcenie obiektu w muzeum poświęcone von Kleistowi. Prace modernizacyjne były wspierane finansowo przez Regionalny Program Operacyjny Województwa Zachodniopomorskiego. Całkowita kwota dofinansowania wyniosła ponad 2 miliony złotych. W obiekcie powstała interaktywna wystawa poświęcona wynalazcy.

## Opis
Współcześnie jest to jednopiętrowy budynek z poddaszem, charakteryzujący się wysuniętym ryzalitem i wystawką, o powierzchni 350 m², na planie prostokąta, z wysokim dachem kopertowym.
Do 1945 roku na szczytowej ścianie dworku znajdowała się czarna, granitowa tablica, ufundowana w 1898 roku przez burmistrza i rodzinę von Kleistów, upamiętniająca Ewalda Jürgena von Kleista. Nad tablicą znajdował się herb rodziny von Kleistów z odpowiednią inskrypcją. Obecnie przed dworkiem znajduje się obelisk upamiętniający kamieńskiego wynalazcę, postawiony w 2000 roku, w trzechsetną rocznicę urodzin von Kleista.